# Bohemannia
Bohemannia is een geslacht van vlinders van de familie van de dwergmineermotten (Nepticulidae). De wetenschappelijke naam voor dit geslacht is voor het eerst voorgesteld door Henry Tibbats Stainton in een publicatie uit 1859. Hij vernoemde dit geslacht naar de naamgever van de typesoort, Carl Henrik Boheman.

## Soorten
- B. auriciliella (Joannis, 1908) - Goudfranjedwergmot
- B. manschurella Puplesis, 1984
- B. nubila Puplesis, 1985
- B. pulverosella (Stainton, 1849) - Vroege appeldwergmot
- B. quadrimaculella (Boheman, 1853) - Viervleksdwergmot
- B. suiphunella Puplesis, 1984
- B. ussuriella Puplesis, 1984